# Yuri Killian
Yuri Killian este un personaj ficțional din seria anime Kaleido Star și este principalul antagonist al primei serii. Este unul dintre acrobații cei mai buni de la Kaleido Stage și este partenerul Laylei Hamilton, până când Sora ajunge pe scenă. Chiar dacă acesta pare a fi o persoană calmă, acesta nu exteriorizează ura pentru Kalos datorată faptului că din cauza lui tatăl său a murit.
Este dublat de Susumu Chibain în versiunea din limba japoneză și de Illich Guardiola în versiunea din limba engleză. 

## Kaleido Stage
Yuri și Layla participă la Festivalul de Circ de la Paris, iar Kalos îi atenționează că un eșec acolo le va compromite statutul de la Kaleido Stage. Totusi, cei doi câștigă.

## Relațiile cu Sora
Yuri este idolul masculin al Sorei de la Kaleido Stage. Acesta o salvează de 2 ori, ambele dăți fiind în timpul antrenamentelor. Yuri observă potențialul scenic al acesteia, fiind impresionat de capacitățile ei. Va încerca să o convingă să i se alăture circului său, dar fără succes. După ce Sora revendică Kaleido Stage împreună cu Layla, Yuri se retrage la Paris pentru studii. Acolo se întâlnește cu Sora, care îi va fi parteneră la Festivalul de la Paris. Se vor antrena cu Acrobația Îngerului. Totodată îi mărturisește că el este ucigașul Sophiei, sora lui Leon Oswald.